# Oren E. Long

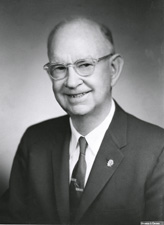
Oren E. Long

Oren Ethelbirt Long (* 4. März 1889 in Altoona, Wilson County, Kansas; † 6. Mai 1965 in Honolulu, Hawaii) war ein US-amerikanischer Politiker und Mitglied der Demokratischen Partei.
Long wurde 1889 in Altoona, Kansas geboren. Er besuchte das Johnson College in Kimberlin Heights, Tennessee und studierte an der University of Michigan und der Columbia University in New York City. Im Jahr 1951 wurde er von Harry S. Truman zum zehnten Gouverneur des Hawaii-Territoriums ernannt. Dieses Amt hatte er bis 1953 inne.
Am 28. Juli 1959 wurde er für den neuen Bundesstaat Hawaii in den US-Senat gewählt. Long trat sein Amt am 21. August an und behielt seinen Sitz bis 1963. Für eine Wiederwahl kandidierte er nicht mehr.
Long starb am 6. Mai 1965 in Honolulu.